# Travis Hansen
Travis Mitchell Hansen (Provo, Utah; 15 de abril de 1978) es un exjugador profesional de baloncesto estadounidense. Jugó un año en la NBA en los Atlanta Hawks. Posee la nacionalidad rusa. Y ha sido fichado en algunos equipos españoles.

## Carrera profesional
Fue drafteado por los Atlanta Hawks en la segunda ronda del draft de 2003, en la posición número 37, y jugó 41 partidos para ellos, con una media de 3.0 puntos por partido. En el año 2004 fichó por el Saski Baskonia o equipo también conocido como TAU, con el que ganó una copa del rey en su etapa de 2 años.
Jugó entre los años 2006-2009 en el Dynamo Moscú
En 2009 fue fichado por el Real Madrid Baloncesto.

## Selección nacional rusa
En marzo de 2008, Hansen recibió la nacionalidad rusa para jugar con el equipo nacional ruso en los Juegos Olímpicos de Pekín 2008. Sin embargo, desde entonces no ha vuelto a jugar con la selección rusa.